# Palazzo Angeli (Padova)
Il Palazzo Angeli si trova in Prato della Valle a Padova.
La struttura, un edificio a tre arcate, venne edificato come residenza del cardinale Bessarione nel corso del XV secolo. In seguito fu dimora di Andrea Memmo, Procuratore di San Marco, e responsabile della trasformazione e della bonifica di Prato della Valle. Probabilmente l'amico Giacomo Casanova fu suo ospite; dalle finestre di questo Palazzo Giovanni Antonio Canal, meglio conosciuto come il Canaletto, creò una veduta panoramica del prato di fronte, verso la metà del Settecento, servendosi di una camera oscura.
Dal 1998 l'ultimo piano di Palazzo Angeli è adibito a Museo del precinema ed espone la Collezione Minici Zotti.